# Ciudadela de Spandau

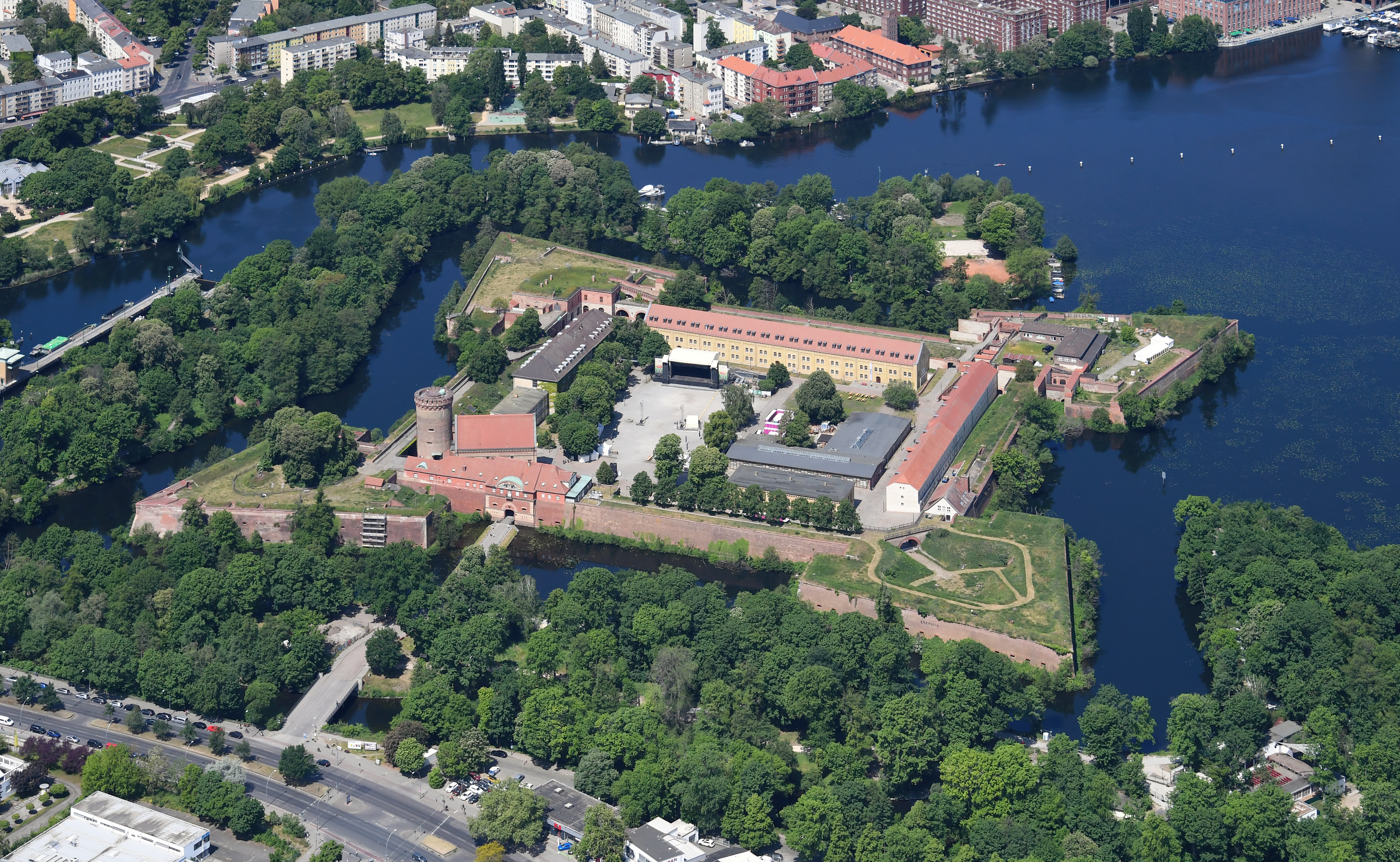
Ciudadela de Spandau

La Ciudadela de Spandau (en alemán: Zitadelle Spandau) es una fortaleza en Berlín, Alemania, una de las estructuras militares europeas del Renacimiento mejor conservadas. Construida entre 1559-94 encima de una fortaleza medieval en una isla donde conflúen los ríos Havel y Spree, fue designada a proteger la ciudad de Spandau, la cual es ahora parte de Berlín. En los últimos años ha sido usada como museo y se ha convertido en un popular punto turístico.

## Historia

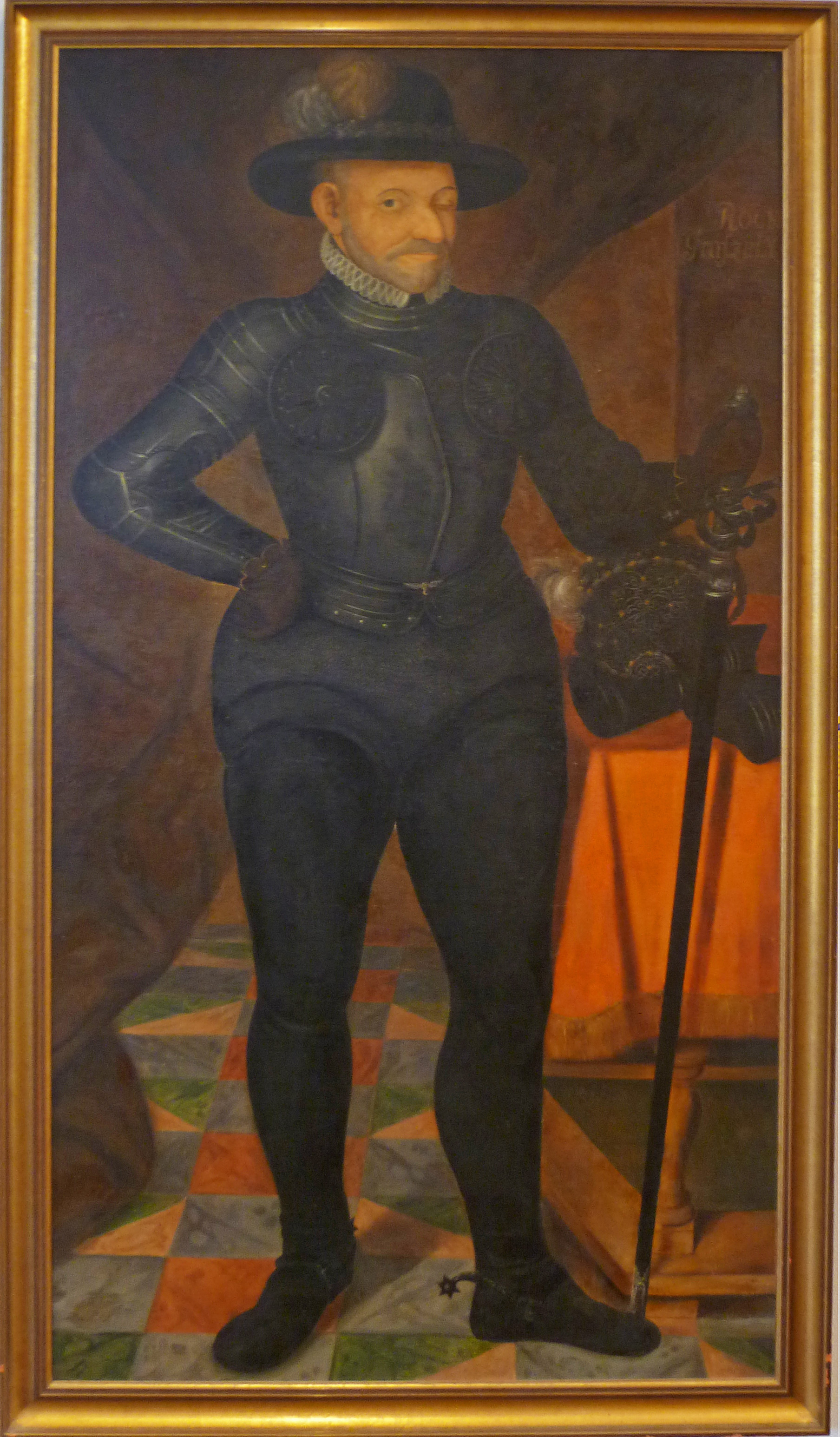
Conde Rochus zu Lynar

El arquitecto italiano Franceso Chiaramella de Gandino comenzó a planear la ciudadela en 1557 y fue remplazado por su compatriota Rochus Graf zu Lynar un año más tarde. Con cuatro bastiones, dispuestos simétricamente y conectados por muros cortina, la ciudadela de Spandau es un ejemplo ideal de una fortaleza del siglo XVI. Debido a la formación de los bastiones, no hay puntos ciegos donde se puedan esconder los enemigos.
En 1580, las primeras tropas fueron asignadas a la Ciudadela de Spandau la cual fue completada en 1594. Las tropas suecas fueron las primeras en sitiar la ciudadela en 1675 y Napoleón fue el primero en conquistarla en 1806. Durante el ataque francés fue prácticamente destruida y tuvo que ser restaurada. El 24 de abril de 1813 sería recuperada por los prusianos, durante la Guerra de la Sexta Coalición.
En 1935, un laboratorio de gas fue instalado para la investigación militar del gas nervioso.
Cerca del final de la Segunda Guerra Mundial, durante la batalla en Berlín, la ciudadela se convirtió en parte de las defensas de la ciudad. El diseño de traza italiana de la Ciudadela, aunque centenario, se presentó como una estructura difícil de asaltar. En lugar de bombardear y asaltar la Ciudadela, los soviéticos la cercaron e intentaron negociar la rendición. Tras las negociaciones, el comandante de la ciudadela se rindió al ejército 47 del Teniente-General Perkhorovitch justo después de las 15:00 el 1 de mayo de 1945, salvando muchas vidas y dejando la antigua estructura intacta.
Tras la Segunda Guerra Mundial, la Ciudadela de Spandau fue ocupada por las tropas soviéticas. Con la división de Berlín, Spandau y su ciudadela se hicieron parte del sector británico. La ciudadela fue usada como prisión para los prisioneros del estado prusiano así como para el nacionalista alemán Friedrich Ludwig Jahn. No fue usada como prisión para criminales nacionalsocialistas los cuales fueron enviados a la prisión de Spandau en el mismo municipio berlinés.

## Edificaciones
La ciudadela está compuesta de diferentes edificios todos relacionados con la defensa o la vivienda de diputados. Un puente levadizo en la entrada solía detener a los atacantes que intentaban entrar a la ciudad. El palacio gótico era usado como residencia. En el bastión Königin, se encontraron 70 lápidas medievales que dan testimonio de la vida judía en la importante ciudad comercial y la función de la ciudadela como refugio. La Torre Julius es la vista más famosa de la ciudadela. Se construyó como torre de vigilancia y también fue usada como residencia. Su almenado superior fue diseñado por Karl Friedrich Schinkel en 1838 y es un ejemplo de la arquitectura romántica. Tras la Guerra Franco-Prusiana (1870/71), parte de las reparaciones de guerra pagadas por Francia, 120 millones de marcos en monedas de oro, se almacenaron en la Torre Julius (Juliusturm) hasta su restitución a Francia en 1919. La palabra Juliusturm ha sido usada desde entonces en Alemania para los excedentes presupuestarios gubernamentales.
De 1950 a 1986, la ciudadela alojó la escuela vocacional Otto Bartning. Posteriormente, más y más edificios fueron rediseñados para alojar museos y exhibiciones. Hoy, la ciudadela es famosa por sus conciertos al aire libre.
Desde abril de 2016, en las dependencias de la ciudadela se exhibe parte importante de la colección de estatuas que se encontraban en la Siegesallee, en el Tiergarten.